# Кикапу (народ)
Кика́пу (англ. Kickapoo) — индейский народ, относящийся к алгонкинской языковой семье.

## Язык
Язык кикапу относится к алгонкинской группы алгских языков. Число носителей  языка кикапу около 1000 человек, проживающих на Западе США и в северных районах Мексики. Он близкородственен языку сок-фокс, вместе с которым иногда считается одним языком и рассматривается в качестве его диалекта.

## История

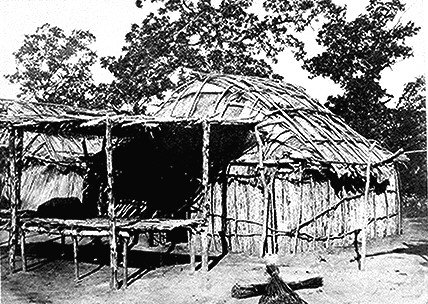
Викиап кикапу, Оклахома, 1880 г.

До контакта с европейцами проживали на территории между озёрами Эри и Мичиган. В 1640-х годах их поселения были атакованы сначала оттава и нейтральными, а затем ирокезами, в результате кикапу были вынуждены переселиться на юго-запад современного штата Висконсин.
В XVIII веке обосновались вблизи реки Уобаш в центральном Иллинойсе и на западе Индианы, образовав конфедерацию с пианкашо, веа и майами. В начале XIX века были вынуждены продать большую часть своих земель. В 1819 году подписали договор с правительством США, по условиям которого продали оставшиеся земли и переселились на юг штата Миссури. Не все кикапу были согласны с договором, многие остались в Иллинойсе, пока насильственно не были депортированы в 1834 году.
В середине XIX века кикапу были рассеяны несколькими группами по Великим равнинам. Часть племени получила землю на территории Мексики по соглашению с правительством этой страны для защиты пограничных районов от набегов команчей, кайова и апачей, остальные остались в Канзасе, Техасе и на Индейской Территории. В 1870-х годах около половины мексиканских кикапу вернулись в США и были поселены в резервации. А в 1895 году были проведены Земельные Гонки по заселению их бывших земель.
В настоящее время кикапу проживают в Канзасе (резервация Кикапу), Оклахоме, Техасе и Мексике.

## Население
Ко времени первой встречи с европейцами кикапу предположительно имели численность около 4000 человек. К 1817 году американцы определили их численность в 2000 человек. В 1825 году 600 кикапу проживало в Миссури, 200 человек в Иллинойсе и около 1400 кочевали от реки Миссури до Мексики, всего примерно 2200 человек. Перепись 1910 года показала 211 человек в Канзасе, 135 в Оклахоме и 400 в Мексике..
Численность кикапу в США в 2000 году составляла 3525 человек, а общая численность народа в 2010 оценивалась приблизительно в 5000 человек.